# Menegazzia fertilis
Menegazzia fertilis är en lavart som beskrevs av P. James. Menegazzia fertilis ingår i släktet Menegazzia och familjen Parmeliaceae.   Inga underarter finns listade i Catalogue of Life.